# Copa Libertadores féminine 2020
Navigation
Édition précédente Édition suivante
La Copa Libertadores féminine 2020 est la 12e édition de la Copa Libertadores féminine, une compétition inter-clubs sud-américaine de football féminin organisée par la Confédération sud-américaine de football (CONMEBOL). Elle se déroule du 5 au 21 mars 2021 en Argentine, et oppose seize clubs des différents championnats sud-américains de la saison précédente. Les Brésiliennes du Corinthians défendent leur titre.
À cause de la pandémie de Covid-19 le calendrier et l'organisation de la compétition sont chamboulés. La compétition devait à l'origine se tenir au Chili du 25 septembre au 11 octobre 2020, mais la compétition a d'abord été repoussée au mois de novembre puis a été reportée en mars 2021 et relocalisée en Argentine,.
Les Brésiliennes de Ferroviária remportent la compétition en battant en finale les Colombiennes de l'América de Cali.

## Format
La compétition débute par une phase de groupes où les 16 équipes sont réparties en quatre poules. Les équipes de chaque groupe se rencontrent toutes une seule fois, les deux meilleures équipes de chaque groupe se qualifiant pour les quarts de finale. À partir des quarts de finale, les équipes jouent une phase à élimination directe.

## Participants
Le nombre d'équipes participantes est accru cette année de douze à seize. Elles sont déterminées comme suit :
- Les champions nationaux des dix associations de la CONMEBOL
- Le tenant du titre
- Un club additionnel attribué à la fédération organisatrice, ici l'Argentine
- Un club additionnel attribué aux fédérations ayant eu les meilleurs résultats lors des saisons précédentes : Brésil, Chili, Colombie et Paraguay.

À l'origine, les équipes devaient se voir attribuer une licence pour participer au tournoi, mais cette exigence est suspendue en raison de situation exceptionnelle générée par la pandémie de Covid-19.
| Pays             | Équipe               | Qualification                                                        | Participation | Meilleur résultat                   |
| ---------------- | -------------------- | -------------------------------------------------------------------- | ------------- | ----------------------------------- |
| Argentine (hôte) | Boca Juniors         | Vainqueur de la première phase du Championnat d'Argentine 2019-2020, | 6e            | 3e place (2010)                     |
| Argentine (hôte) | River Plate          | Vice-champion du Tournoi de transition 2020                          | 2e            | 3e place (2017)                     |
| Bolivie          | Deportivo Trópico    | Vainqueur de la Copa Simón Bolívar Femenina 2020-2021                | 1re           | —                                   |
| Brésil           | Corinthians          | Tenantes du titre                                                    | 3e            | Championnes (2017 et 2019)          |
| Brésil           | Ferroviária          | Championnes du Brésil 2019                                           | 4e            | Championnes (2015)                  |
| Brésil           | Kindermann/Avaí      | 3e du championnat du Brésil 2019                                     | 1re           | —                                   |
| Chili            | Santiago Morning     | Championnes du Chili 2019                                            | 2e            | Quarts de finale (2019)             |
| Chili            | Universidad de Chile | Vainqueur d'un play-off qualificatif                                 | 1re           | —                                   |
| Colombie         | Santa Fe             | Championnes de Colombie 2020                                         | 2e            | Phase de groupes (2017)             |
| Colombie         | América              | Vice-championnes de Colombie 2020                                    | 2e            | 3e place (2019)                     |
| Équateur         | El Nacional          | Championnes d'Équateur 2020                                          | 1re           | —                                   |
| Paraguay         | Libertad/Limpeño     | Championnes du Paraguay 2019                                         | 4e            | Championnes 2016                    |
| Paraguay         | Sol de América       | Vice-championnes du Paraguay 2019                                    | 1re           | —                                   |
| Pérou            | Universitario        | Championnes du Pérou 2019                                            | 4e            | Phase de groupes (2015, 2016, 2017) |
| Uruguay          | Peñarol              | Championnes d'Uruguay 2019                                           | 3e            | Phase de groupes (2018, 2019)       |
| Venezuela        | Atlético SC          | Vainqueur du Torneo Invitacional Femenino 2021                       | 1re           | —                                   |

## Compétition

### Phase de groupes

#### Groupe A
| Rang | Équipe          | Pts | J | G | N | P | Bp | Bc | Diff |  | Résultats       | COR | AME | UNI | ELN  |
| ---- | --------------- | --- | - | - | - | - | -- | -- | ---- |  | --------------- | --- | --- | --- | ---- |
| 1    | Corinthians     | 9   | 3 | 3 | 0 | 0 | 27 | 0  | +27  |  | Corinthians     |     | 3-0 | 8-0 | 16-0 |
| 2    | América de Cali | 6   | 3 | 2 | 0 | 1 | 10 | 4  | +6   |  | América de Cali |     |     | 5-0 | 5-1  |
| 3    | Universitario   | 1   | 3 | 0 | 1 | 2 | 1  | 14 | -13  |  | Universitario   |     |     |     | 1-1  |
| 4    | El Nacional     | 1   | 3 | 0 | 1 | 2 | 1  | 22 | -21  |  | El Nacional     |     |     |     |      |

#### Groupe B
| Rang | Équipe            | Pts | J | G | N | P | Bp | Bc | Diff |  | Résultats         | BOC | SAN | KIN | TRO  |
| ---- | ----------------- | --- | - | - | - | - | -- | -- | ---- |  | ----------------- | --- | --- | --- | ---- |
| 1    | Boca Juniors      | 7   | 3 | 2 | 1 | 0 | 12 | 2  | +10  |  | Boca Juniors      |     | 1-1 | 1-0 | 10-1 |
| 2    | Santiago Morning  | 5   | 3 | 1 | 2 | 0 | 10 | 1  | +9   |  | Santiago Morning  |     |     | 0-0 | 9-0  |
| 3    | Kindermann        | 4   | 3 | 1 | 1 | 1 | 8  | 1  | +7   |  | Kindermann        |     |     |     | 8-0  |
| 4    | Deportivo Trópico | 0   | 3 | 0 | 0 | 3 | 1  | 27 | -26  |  | Deportivo Trópico |     |     |     |      |

#### Groupe C
| Rang | Équipe                 | Pts | J | G | N | P | Bp | Bc | Diff |  | Résultats              | RIV | IND | SOL | ATH |
| ---- | ---------------------- | --- | - | - | - | - | -- | -- | ---- |  | ---------------------- | --- | --- | --- | --- |
| 1    | River Plate            | 7   | 3 | 2 | 1 | 0 | 4  | 0  | +4   |  | River Plate            |     | 1-0 | 1-1 | 3-0 |
| 2    | Independiente Santa Fe | 6   | 3 | 2 | 0 | 1 | 5  | 1  | +4   |  | Independiente Santa Fe |     |     | 1-0 | 4-0 |
| 3    | Sol de América         | 4   | 3 | 1 | 1 | 1 | 2  | 2  | 0    |  | Sol de América         |     |     |     | 2-1 |
| 4    | Atlético SC            | 0   | 3 | 0 | 0 | 3 | 1  | 9  | -8   |  | Atlético SC            |     |     |     |     |

#### Groupe D
| Rang | Équipe               | Pts | J | G | N | P | Bp | Bc | Diff |  | Résultats            | UNC | FER | LIB | PEN |
| ---- | -------------------- | --- | - | - | - | - | -- | -- | ---- |  | -------------------- | --- | --- | --- | --- |
| 1    | Universidad de Chile | 6   | 3 | 2 | 0 | 1 | 7  | 4  | +3   |  | Universidad de Chile |     | 1-4 | 5-0 | 1-0 |
| 2    | Ferroviária          | 4   | 3 | 1 | 1 | 1 | 5  | 6  | -1   |  | Ferroviária          |     |     | 0-4 | 1-1 |
| 3    | Libertad/Limpeño     | 4   | 3 | 1 | 1 | 1 | 4  | 5  | -1   |  | Libertad/Limpeño     |     |     |     | 0-0 |
| 4    | Peñarol              | 2   | 3 | 0 | 2 | 1 | 1  | 2  | -1   |  | Peñarol              |     |     |     |     |

### Élimination directe
|  | Quarts de finale                                      | Quarts de finale                                      | Quarts de finale                                      | Quarts de finale                                      |                      |                      | Demi-finales                                        | Demi-finales                                        | Demi-finales                                        | Demi-finales                                        |                                                  |                                                  | Finale                                           | Finale                                           | Finale                                           | Finale                                           |
|  |                                                       |                                                       |                                                       |                                                       |                      |                      |                                                     |                                                     |                                                     |                                                     |                                                  |                                                  |                                                  |                                                  |                                                  |                                                  |
|  | 14 mars 2021 au Stade José Amalfitani de Buenos Aires | 14 mars 2021 au Stade José Amalfitani de Buenos Aires | 14 mars 2021 au Stade José Amalfitani de Buenos Aires | 14 mars 2021 au Stade José Amalfitani de Buenos Aires |                      |                      | 17 mars à l'Estadio Nuevo Francisco Urbano de Morón | 17 mars à l'Estadio Nuevo Francisco Urbano de Morón | 17 mars à l'Estadio Nuevo Francisco Urbano de Morón | 17 mars à l'Estadio Nuevo Francisco Urbano de Morón |                                                  |                                                  | 21 mars au Stade José Amalfitani de Buenos Aires | 21 mars au Stade José Amalfitani de Buenos Aires | 21 mars au Stade José Amalfitani de Buenos Aires | 21 mars au Stade José Amalfitani de Buenos Aires |
|  | 14 mars 2021 au Stade José Amalfitani de Buenos Aires | 14 mars 2021 au Stade José Amalfitani de Buenos Aires | 14 mars 2021 au Stade José Amalfitani de Buenos Aires | 14 mars 2021 au Stade José Amalfitani de Buenos Aires |                      |                      | 17 mars à l'Estadio Nuevo Francisco Urbano de Morón | 17 mars à l'Estadio Nuevo Francisco Urbano de Morón | 17 mars à l'Estadio Nuevo Francisco Urbano de Morón | 17 mars à l'Estadio Nuevo Francisco Urbano de Morón |                                                  |                                                  | 21 mars au Stade José Amalfitani de Buenos Aires | 21 mars au Stade José Amalfitani de Buenos Aires | 21 mars au Stade José Amalfitani de Buenos Aires | 21 mars au Stade José Amalfitani de Buenos Aires |
|  | 1A                                                    | Corinthians                                           | 7                                                     | 7                                                     |                      |                      | 17 mars à l'Estadio Nuevo Francisco Urbano de Morón | 17 mars à l'Estadio Nuevo Francisco Urbano de Morón | 17 mars à l'Estadio Nuevo Francisco Urbano de Morón | 17 mars à l'Estadio Nuevo Francisco Urbano de Morón |                                                  |                                                  | 21 mars au Stade José Amalfitani de Buenos Aires | 21 mars au Stade José Amalfitani de Buenos Aires | 21 mars au Stade José Amalfitani de Buenos Aires | 21 mars au Stade José Amalfitani de Buenos Aires |
|  | 1A                                                    | Corinthians                                           | 7                                                     | 7                                                     |                      |                      | 17 mars à l'Estadio Nuevo Francisco Urbano de Morón | 17 mars à l'Estadio Nuevo Francisco Urbano de Morón | 17 mars à l'Estadio Nuevo Francisco Urbano de Morón | 17 mars à l'Estadio Nuevo Francisco Urbano de Morón |                                                  |                                                  | 21 mars au Stade José Amalfitani de Buenos Aires | 21 mars au Stade José Amalfitani de Buenos Aires | 21 mars au Stade José Amalfitani de Buenos Aires | 21 mars au Stade José Amalfitani de Buenos Aires |
|  | 2B                                                    | Santiago Morning                                      | 0                                                     | 0                                                     |                      |                      | 17 mars à l'Estadio Nuevo Francisco Urbano de Morón | 17 mars à l'Estadio Nuevo Francisco Urbano de Morón | 17 mars à l'Estadio Nuevo Francisco Urbano de Morón | 17 mars à l'Estadio Nuevo Francisco Urbano de Morón |                                                  |                                                  | 21 mars au Stade José Amalfitani de Buenos Aires | 21 mars au Stade José Amalfitani de Buenos Aires | 21 mars au Stade José Amalfitani de Buenos Aires | 21 mars au Stade José Amalfitani de Buenos Aires |
|  | 2B                                                    | Santiago Morning                                      | 0                                                     | 0                                                     | Corinthians          | Corinthians          | 1 (3)                                               | 1 (3)                                               |                                                     |                                                     |                                                  |                                                  | 21 mars au Stade José Amalfitani de Buenos Aires | 21 mars au Stade José Amalfitani de Buenos Aires | 21 mars au Stade José Amalfitani de Buenos Aires | 21 mars au Stade José Amalfitani de Buenos Aires |
|  | 14 mars au Stade José Amalfitani de Buenos Aires      |                                                       |                                                       |                                                       | Corinthians          | Corinthians          | 1 (3)                                               | 1 (3)                                               |                                                     |                                                     |                                                  |                                                  | 21 mars au Stade José Amalfitani de Buenos Aires | 21 mars au Stade José Amalfitani de Buenos Aires | 21 mars au Stade José Amalfitani de Buenos Aires | 21 mars au Stade José Amalfitani de Buenos Aires |
|  |                                                       |                                                       | América de Cali                                       | América de Cali                                       | 1 (4)                | 1 (4)                |                                                     |                                                     |                                                     |                                                     |                                                  |                                                  | 21 mars au Stade José Amalfitani de Buenos Aires | 21 mars au Stade José Amalfitani de Buenos Aires | 21 mars au Stade José Amalfitani de Buenos Aires | 21 mars au Stade José Amalfitani de Buenos Aires |
|  | 1B                                                    | Boca Juniors                                          | América de Cali                                       | América de Cali                                       | 1 (4)                | 1 (4)                | 1                                                   | 1                                                   |                                                     |                                                     |                                                  |                                                  | 21 mars au Stade José Amalfitani de Buenos Aires | 21 mars au Stade José Amalfitani de Buenos Aires | 21 mars au Stade José Amalfitani de Buenos Aires | 21 mars au Stade José Amalfitani de Buenos Aires |
|  | 1B                                                    | Boca Juniors                                          | 18 mars à l'Estadio Nuevo Francisco Urbano de Morón   |                                                       |                      |                      | 1                                                   | 1                                                   |                                                     |                                                     |                                                  |                                                  | 21 mars au Stade José Amalfitani de Buenos Aires | 21 mars au Stade José Amalfitani de Buenos Aires | 21 mars au Stade José Amalfitani de Buenos Aires | 21 mars au Stade José Amalfitani de Buenos Aires |
|  | 2A                                                    | América de Cali                                       | 2                                                     | 2                                                     |                      |                      |                                                     |                                                     |                                                     |                                                     |                                                  |                                                  | 21 mars au Stade José Amalfitani de Buenos Aires | 21 mars au Stade José Amalfitani de Buenos Aires | 21 mars au Stade José Amalfitani de Buenos Aires | 21 mars au Stade José Amalfitani de Buenos Aires |
|  | 2A                                                    | América de Cali                                       | 2                                                     | 2                                                     | América de Cali      | América de Cali      | 1                                                   | 1                                                   |                                                     |                                                     |                                                  |                                                  |                                                  |                                                  |                                                  |                                                  |
|  | 15 mars à l'Estadio Nuevo Francisco Urbano de Morón   |                                                       |                                                       |                                                       | América de Cali      | América de Cali      | 1                                                   | 1                                                   |                                                     |                                                     |                                                  |                                                  |                                                  |                                                  |                                                  |                                                  |
|  |                                                       |                                                       | Ferroviária                                           | Ferroviária                                           | 2                    | 2                    |                                                     |                                                     |                                                     |                                                     |                                                  |                                                  |                                                  |                                                  |                                                  |                                                  |
|  | 1C                                                    | River Plate                                           | Ferroviária                                           | Ferroviária                                           | 2                    | 2                    | 0                                                   | 0                                                   |                                                     |                                                     |                                                  |                                                  |                                                  |                                                  |                                                  |                                                  |
|  | 1C                                                    | River Plate                                           |                                                       |                                                       |                      |                      |                                                     |                                                     |                                                     |                                                     |                                                  |                                                  |                                                  |                                                  |                                                  |                                                  |
|  | 2D                                                    | Ferroviária                                           | 1                                                     | 1                                                     |                      |                      |                                                     |                                                     |                                                     |                                                     |                                                  |                                                  |                                                  |                                                  |                                                  |                                                  |
|  | 2D                                                    | Ferroviária                                           | 1                                                     | 1                                                     | Ferroviária          | Ferroviária          | 0 (7)                                               | 0 (7)                                               | Match pour la troisième place                       | Match pour la troisième place                       | Match pour la troisième place                    | Match pour la troisième place                    |                                                  |                                                  |                                                  |                                                  |
|  | 15 mars à l'Estadio Nuevo Francisco Urbano de Morón   |                                                       |                                                       |                                                       | Ferroviária          | Ferroviária          | 0 (7)                                               | 0 (7)                                               | Match pour la troisième place                       | Match pour la troisième place                       | Match pour la troisième place                    | Match pour la troisième place                    |                                                  |                                                  |                                                  |                                                  |
|  |                                                       |                                                       | Universidad de Chile                                  | Universidad de Chile                                  | 0 (6)                | 0 (6)                |                                                     |                                                     | 21 mars au Stade José Amalfitani de Buenos Aires    | 21 mars au Stade José Amalfitani de Buenos Aires    | 21 mars au Stade José Amalfitani de Buenos Aires | 21 mars au Stade José Amalfitani de Buenos Aires |                                                  |                                                  |                                                  |                                                  |
|  | 1D                                                    | Universidad de Chile                                  | Universidad de Chile                                  | Universidad de Chile                                  | 0 (6)                | 0 (6)                | 3                                                   | 3                                                   | 21 mars au Stade José Amalfitani de Buenos Aires    | 21 mars au Stade José Amalfitani de Buenos Aires    | 21 mars au Stade José Amalfitani de Buenos Aires | 21 mars au Stade José Amalfitani de Buenos Aires |                                                  |                                                  |                                                  |                                                  |
|  | 1D                                                    | Universidad de Chile                                  |                                                       |                                                       |                      |                      |                                                     | 3                                                   |                                                     |                                                     | Corinthians                                      | Corinthians                                      | 4                                                | 4                                                |                                                  |                                                  |
|  | 2C                                                    | Santa Fe                                              | 1                                                     | 1                                                     |                      |                      |                                                     |                                                     |                                                     |                                                     | Corinthians                                      | Corinthians                                      | 4                                                | 4                                                |                                                  |                                                  |
|  | 2C                                                    | Santa Fe                                              | 1                                                     | 1                                                     | Universidad de Chile | Universidad de Chile | 0                                                   | 0                                                   |                                                     |                                                     |                                                  |                                                  |                                                  |                                                  |                                                  |                                                  |
|  |                                                       |                                                       |                                                       |                                                       |                      |                      |                                                     |                                                     |                                                     |                                                     |                                                  |                                                  |                                                  |                                                  |                                                  |                                                  |

( ) = Tirs au but; ap = Après prolongation; e = Victoire aux buts marqués à l'extérieur; f = Victoire par forfait

## Statistiques

### Meilleures buteuses
| Rg | Joueuse            | Club                 | Nb de buts |
| -- | ------------------ | -------------------- | ---------- |
| 1. | Grazielle          | Corinthians          | 7          |
| 1. | Gabi Nunes         | Corinthians          | 7          |
| 1. | Victória           | Corinthians          | 7          |
| 4. | Giovanna Crivelari | Corinthians          | 5          |
| 5. | Adriana            | Corinthians          | 4          |
| 5. | Lelê               | Kindermann           | 4          |
| 5. | Yamila Rodríguez   | Boca Juniors         | 4          |
| 8. | Ana Alice          | Ferroviária          | 3          |
| 8. | Manuela González   | América              | 3          |
| 8. | Yael Oviedo        | Universidad de Chile | 3          |
| 8. | Fabiana Vallejos   | Boca Juniors         | 3          |
| 8. | Daniela Zamora     | Universidad de Chile | 3          |